# Oxya apicocingula
Oxya apicocingula är en insektsart som beskrevs av Ma, E.-b., Y. Guo och Z. Zheng 1994. Oxya apicocingula ingår i släktet Oxya och familjen gräshoppor. Inga underarter finns listade i Catalogue of Life.